# Villa Clair de Lune
La maison dite villa Clair de Lune est l’une des quinze villas balnéaires répertoriées patrimoine exceptionnel de la commune de La Baule-Escoublac, dans le département français de la Loire-Atlantique. Dessinée par Antonin Viale, elle figure sur le plan municipal de 1914.

## Localisation
La villa est située à l’angle de l’avenue du Général Rodes (au sud) et de l’avenue des Sports (à l’ouest), dans le lotissement Benoît, à La Baule-Escoublac dans le quartier Benoît. Elle est implantée en retrait, au milieu d'un jardin.

## Patrimoine de La Baule-Escoublac
La zone de protection du patrimoine architectural, urbain et paysager (ZPPAUP) de La Baule-Escoublac rassemble 6 871 bâtiments, parmi lesquels 15 villas sont distinguées en patrimoine exceptionnel ; 699 autres sont recensées en patrimoine remarquable à conserver et 1 741 en patrimoine d’accompagnement essentiel.

## Historique
La maison a été construite sur les plans de l’architecte Antonin Viale avant 1914 et figure sur les plans de la localité datés de cette année-là. 
Antonin Viale, installé à Pornichet, où il modifie, à la fin des années 1910 le château des Tourelles, lui ajoutant deux tours crénelées,, est également l’auteur de plusieurs villas balnéaires à La Baule dans le premier quart du XXe siècle.

## Architecture
Villa bâtie de type dissymétrique italien sur trois niveaux, elle offre au passant une façade étroite ocrée. Le troisième étage est dessiné en une baie abritée sous un auvent, d’où il était possible de contempler la mer avant le lotissement du front de mer ; le toit est inspiré des toitures landaises.